# ماري وين
ماري وين (بالإنجليزية: Marie Winn)‏ هي عالمة حيوانات أمريكية، ولدت في 1936.